# Реизина (Торино)
Реизина је насеље у Италији у округу Торино, региону Пијемонт.
Према процени из 2011. у насељу је живело 29 становника. Насеље се налази на надморској висини од 235 м.